# Поле бою (фільм, 2001)
По́ле бо́ю' (англ. Going Back) — канадський фільм 2001 року.

## Сюжет
Досвідчена тележурналістка Кетлін Мартін вирушає до В'єтнаму разом з колишніми бійцями знаменитої роти «Браво», щоб зняти фільм про їх минуле та сьогодення. Але її репортаж приймає несподіваний оборот, коли з'ясовується, що у відставного капітана Ремсі, в провину якому ставлять загибель його бійців, є своя правда про події. Він хоче забути про свої помилки, але його бойові друзі пам'ятають все так, ніби це було вчора, і вони готові заново пережити ті далекі, страшні дні.

## У ролях
- Каспер ван Дін — капітан Ремсі
- Джеймс Вулветт — Текс
- Боббі Хосі — Рей
- Джозеф Гріффін — Ред Фуентес
- Кенні Джонсон — Джиммі Джо
- Карре Отіс — Кетлін
- Деніел Кеш — Ерік
- Мартін Коув — Бразинські
- Остін Фаруелл — Док Джордан
- Джейсон Блікер — Фред
- Джим Морс — Ганні Бейлі